# Призматический однородный многогранник

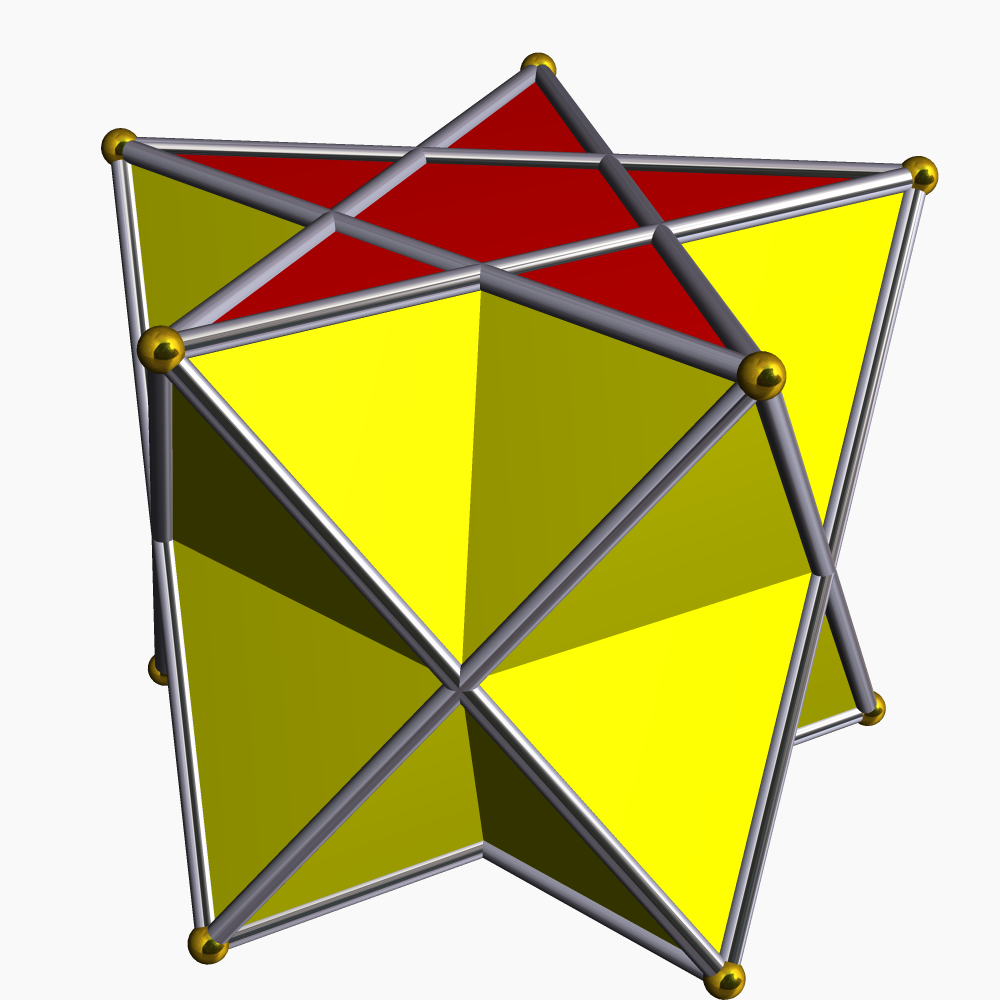
состоит из двух правильных пентаграмм и 10 равнобедренных треугольников.

Призматический однородный многогранник — однородный многогранник с диэдральной симметрией. Они образуют два бесконечных семейства, однородные призмы и однородные антипризмы. Все они имеют вершины на двух параллельных плоскостях, а потому все они являются призматоидами.

## Вершинная конфигурация и группы симметрии
Поскольку они являются изогональными (вершинно-транзитивными), их расположение вершин однозначно соответствует группам симметрии. 
Разница между призматическими и антипризматическими группами симметрии заключается в том, что Dph имеет рёбра, связывающие вершины на двух плоскостях, перпендикулярные этим плоскостям, что задаёт плоскость симметрии, параллельную многоугольникам, в то время как Dpd имеет скрещивающиеся рёбра, что даёт вращательную симметрию. Каждое тело имеет p плоскостей отражений, которые содержат p-кратные оси многоугольников.
Группа симметрии Dph содержит центральную симметриию тогда и только тогда, когда p чётно, в то время как Dpd содержит центральную симметрию тогда и только тогда, когда p нечётно.

## Список
Существуют:
- Призмы для каждого рационального p/q > 2 с группой симметрии Dph;
- Антипризмы для каждого рационального p/q > 3/2 с группой симметрии Dpd, если q нечётно и Dph если чётно.

Если p/q является целым числом, т.е. q = 1, призма или антипризма выпукла.  (Дробь всегда считается несократимой.)
Антипризма с p/q < 2 является самопересекающейся или вырожденной, её вершинная фигура походит на галстук-бабочку.  С p/q ≤ 3/2 однородных антипризм не существует, поскольку их вершинная фигура нарушила бы неравенство треугольника.

## Рисунки
Замечание: Тетраэдр, куб и октаэдр перечислены ниже как имеющие диэдральную симметрию (как диагональная антипризма, квадратная призма и треугольная антипризма соответственно), хотя, при однородной раскраске, тетраэдр также имеет тетраэдральную симметрию, а куб и октаэдр имеют октаэдральную симметрию.
| Группа симметрии      | Выпуклый | Звёздчатые формы | Звёздчатые формы | Звёздчатые формы | Звёздчатые формы | Звёздчатые формы | Звёздчатые формы | Звёздчатые формы |
| --------------------- | -------- | ---------------- | ---------------- | ---------------- | ---------------- | ---------------- | ---------------- | ---------------- |
| d2d [2+,2] (2*2)      | 3.3.3    |                  |                  |                  |                  |                  |                  |                  |
| d3h [2,3] (*223)      | 3.4.4    |                  |                  |                  |                  |                  |                  |                  |
| d3d [2+,3] (2*3)      | 3.3.3.3  |                  |                  |                  |                  |                  |                  |                  |
| d4h [2,4] (*224)      | 4.4.4    |                  |                  |                  |                  |                  |                  |                  |
| d4d [2+,4] (2*4)      | 3.3.3.4  |                  |                  |                  |                  |                  |                  |                  |
| d5h [2,5] (*225)      | 4.4.5    | 4.4.5/2          | 3.3.3.5/2        |                  |                  |                  |                  |                  |
| d5d [2+,5] (2*5)      | 3.3.3.5  | 3.3.3.5/3        |                  |                  |                  |                  |                  |                  |
| d6h [2,6] (*226)      | 4.4.6    |                  |                  |                  |                  |                  |                  |                  |
| d6d [2+,6] (2*6)      | 3.3.3.6  |                  |                  |                  |                  |                  |                  |                  |
| d7h [2,7] (*227)      | 4.4.7    | 4.4.7/2          | 4.4.7/3          | 3.3.3.7/2        | 3.3.3.7/4        |                  |                  |                  |
| d7d [2+,7] (2*7)      | 3.3.3.7  | 3.3.3.7/3        |                  |                  |                  |                  |                  |                  |
| d8h [2,8] (*228)      | 4.4.8    | 4.4.8/3          |                  |                  |                  |                  |                  |                  |
| d8d [2+,8] (2*8)      | 3.3.3.8  | 3.3.3.8/3        | 3.3.3.8/5        |                  |                  |                  |                  |                  |
| d9h [2,9] (*229)      | 4.4.9    | 4.4.9/2          | 4.4.9/4          | 3.3.3.9/2        | 3.3.3.9/4        |                  |                  |                  |
| d9d [2+,9] (2*9)      | 3.3.3.9  | 3.3.3.9/5        |                  |                  |                  |                  |                  |                  |
| d10h [2,10] (*2.2.10) | 4.4.10   | 4.4.10/3         |                  |                  |                  |                  |                  |                  |
| d10d [2+,10] (2*10)   | 3.3.3.10 | 3.3.3.10/3       |                  |                  |                  |                  |                  |                  |
| d11h [2,11] (*2.2.11) | 4.4.11   | 4.4.11/2         | 4.4.11/3         | 4.4.11/4         | 4.4.11/5         | 3.3.3.11/2       | 3.3.3.11/4       | 3.3.3.11/6       |
| d11d [2+,11] (2*11)   | 3.3.3.11 | 3.3.3.11/3       | 3.3.3.11/5       | 3.3.3.11/7       |                  |                  |                  |                  |
| d12h [2,12] (*2.2.12) | 4.4.12   | 4.4.12/5         |                  |                  |                  |                  |                  |                  |
| d12d [2+,12] (2*12)   | 3.3.3.12 | 3.3.3.12/5       | 3.3.3.12/7       |                  |                  |                  |                  |                  |
| ...                   |          |                  |                  |                  |                  |                  |                  |                  |